# Umiat
Umiat est une localité d'Alaska aux États-Unis située dans le borough de North Slope, sur les rives du fleuve Colville. 

## Description
Umiat se trouve à 140 milles (225 km) au sur-ouest de Deadhorse, à l'intérieur du cercle arctique.
La localité n'est desservie ni par la route ni par le rail, et est réputée pour être un des endroits les plus froids des États-Unis. Un projet de 2009, sous l'impulsion de Sean Parnell, propose de relier Umiat par une route à la Dalton Highway.

## Climat
| Mois                                  | jan.     | fév.     | mars     | avril    | mai      | juin     | jui.    | août     | sep.     | oct.     | nov.     | déc.     | année    |
| ------------------------------------- | -------- | -------- | -------- | -------- | -------- | -------- | ------- | -------- | -------- | -------- | -------- | -------- | -------- |
| Température minimale moyenne (°C)     | −33,8    | −35,1    | −32,7    | −23,9    | −9,1     | 2,8      | 5,8     | 2,9      | −3,3     | −16,4    | −27,1    | −33,3    | −16,9    |
| Température moyenne (°C)              | −29,3    | −30,3    | −27,1    | −17,6    | −4,4     | 8,5      | 12,4    | 8,6      | 2,7      | −12,1    | −22,7    | −28,9    | −11,8    |
| Température maximale moyenne (°C)     | −24,8    | −25,4    | −21,5    | −11,4    | 0,2      | 14,2     | 19,1    | 14,3     | 5,2      | −7,7     | −18,2    | −24,4    | −6,7     |
| Record de froid (°C) date du record   | −52 1951 | −54 1987 | −53 2001 | −46 1986 | −30 1984 | −13 1994 | −4 1984 | −15 1997 | −21 1948 | −39 1988 | −49 1986 | −50 1997 | −54 1987 |
| Record de chaleur (°C) date du record | 3 1981   | 3 1982   | 4 1998   | 11 1995  | 23 1990  | 31 1991  | 33 1993 | 32 1999  | 24 1995  | 11 1991  | 6 1952   | 3 1977   | 33 1993  |
| Précipitations (mm)                   | 9,7      | 6,6      | 4,1      | 5,3      | 1,8      | 17,3     | 20,1    | 26,9     | 11,9     | 17,3     | 9,7      | 8,4      | 139,1    |
| dont neige (cm)                       | 11,4     | 6,1      | 5,8      | 4,8      | 3        | 0,5      | 0       | 0,5      | 6,6      | 21,6     | 13,2     | 10,7     | 84,3     |

## Activités
Umiat est devenu, en été, un centre d'étude sur les changements climatiques, et leur impact sur la toundra et les glaciers. L'endroit n'a pas d'habitants permanents, seule une équipe d'une vingtaine de personnes y travaille sur les installations pétrolières locales, de mai à septembre, et s'y rend en hélicoptère.